# Heinz Burmeister (Politiker)
Heinz Burmeister (* 23. September 1913 in Neustadt in Holstein; † 27. April 1972) war ein deutscher Politiker der FDP.

## Leben
Burmeister, der von Beruf Kaufmann war, trat zum 1. August 1932 der NSDAP bei (Mitgliedsnummer 1.245.831), hatte die Partei aber bereits im Januar 1933 wieder verlassen. Er verschwieg dies jedoch in seinem Entnazifizierungsfragebogen. Danker und Lehmann-Himmel charakterisieren ihn in ihrer Studie über das Verhalten und die Einstellungen der Schleswig-Holsteinischen Landtagsabgeordneten und Regierungsmitglieder der Nachkriegszeit in der NS-Zeit als „politisch angepasst“.
Er gehörte den beiden von der Besatzungsmacht ernannten schleswig-holsteinischen Landtagen an. Während er im ersten Landtag noch fraktionslos war, schloss er sich im zweiten Landtag der FDP-Fraktion an und vertrat diese auch im Wirtschaftsausschuss.